# Ixalodectes flectocercus
Ixalodectes flectocercus är en insektsart som beskrevs av Rentz, D.C.F. 1985. Ixalodectes flectocercus ingår i släktet Ixalodectes och familjen vårtbitare. IUCN kategoriserar arten globalt som akut hotad. Inga underarter finns listade i Catalogue of Life.